# Regiunea Kărdjali
Regiunea Kărdjali  (bulgară Област Кърджали, transliterat: Oblast Kărdžali, turcă Kırcaali ili) este o regiune din sudul Bulgariei, învecinată cu Grecia cu unitățile administrative ale acesteia Xanthi, Rhodope, și Evros la sud și est. Regiunea are o suprafață de 3209.1 km2. Orașul de reședință a regiunii este Kărdjali.

## Istorie
Teritoriul regiunii Kărdjali a fost obținut de Bulgaria în timpul Primului Război Balcanic în 1912. În 1913, regiunea a fost organizată ca județul (окръг, okrăg în bulgară) Mestanli. Acest județ a făcut parte din Regiunea Stara Zagora din 1934 până în 1949, după a fost transferat către nou formata regiune Haskovo, dupa care a fost restaurată, acum ca regiune si cu hotarele putin schimbate.

## Comune

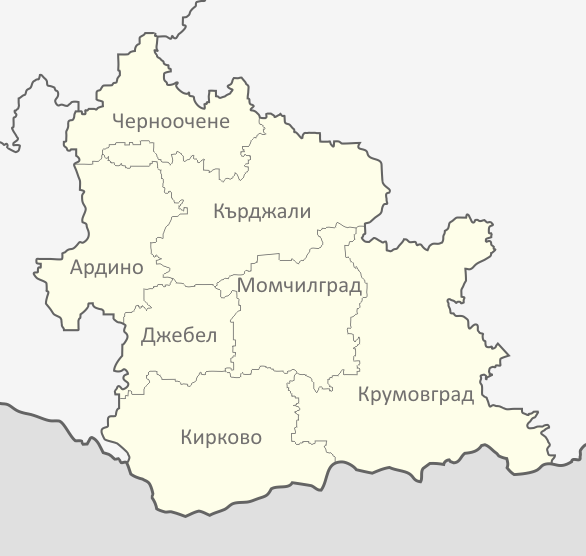
Comunele din regiunea Kărdjali

Regiunea Kărdjali (област, oblast) are șapte comune (singular: община, obština; plural: общини, obštini). Următorul tabel arată numele fiecărei municipalități în engleză și chirilică, orașul principal (în aldine) sau satul și populația din 2009.
| Comună     | Chirilică  | Pop.   | Orașe și sate | Pop.   |
| ---------- | ---------- | ------ | ------------- | ------ |
| Ardino     | Ардино     | 13,766 | Ardino        | 4,368  |
| Cernoocene | Черноочене | 10,132 | Cernoocene    | 335    |
| Djebel     | Джебел     | 9,012  | Djebel        | 3,288  |
| Kărdjali   | Кърджали   | 75,525 | Kărdjali      | 50,482 |
| Kirkovo    | Кирково    | 22,833 | Kirkovo       | 719    |
| Krumovgrad | Крумовград | 20,517 | Krumovgrad    | 5,475  |
| Momcilgrad | Момчилград | 19,327 | Momcilgrad    | 9,187  |

## Demografie
Regiunea Kărdjali are o populație de 149.661, conform rezultatelor provizorii ale recensământului din 2011, dintre care 49.8%  sunt bărbați și 50.2% sunt femei. Kărdjali este una dintre cele trei regiuni bulgare în care mai puțin de cincizeci la sută din populație trăiește în zonele urbane: doar 41% din populația locuia în zonele urbane în 2016.
Următorul grafic reprezintă schimbarea populației din provincie după Al Doilea Război Mondial:
Regiunea Kărdjali - evoluția demografică

|  | Graficele sunt indisponibile din cauza unor probleme tehnice. Mai multe informații se găsesc la Phabricator și la wiki-ul MediaWiki. |

Date: Recensăminte sau birourile de statistică - grafică realizată de Wikipedia

### Grupuri etnice
Componența etnică a regiunii Kărdjali
     Bulgari (30,2%)
     Turci (66,2%)
     Altă etnie (3,6%)
Populație totală (recensământ 2011): 152,808
Grupuri etnice (recensământ 2011): S-au identificat: 130.781 persoane:
- Turci: 86,527 (66.16%)
- Bulgari: 39,519 (30.22%)
- Altă etnie sau nedefinit: 4,735 (3.62%)

Alte 22.000 de persoane din regiune nu și-au declarat grupul etnic la recensământul din 2011.
La recensământul din 2001, 158.704 de persoane din populația de 164.019 din regiunea Kărdjali s-au identificat ca aparținând uneia dintre următoarele grupuri etnice (cu procent din populația totală):
| Grup etnic  | Populație | Procent |
| ----------- | --------- | ------- |
| Turci       | 101,116   | 61.649% |
| Bulgari     | 55,939    | 34.105% |
| Romi        | 1,264     | 0.771%  |
| Ruși        | 234       | 0.143%  |
| Armeni      | 41        | 0.025%  |
| Greci       | 21        | 0.013%  |
| Ucraineni   | 20        | 0.012%  |
| Macedonieni | 7         | 0.004%  |
| Evrei       | 1         | 0.001%  |
| Români      | 1         | 0.001%  |
| Altă etnie  | 60        | 0.037%  |

### Limbă
La recensământul din 2001, 160.167 de persoane din populația de 164.019 din regiunea Kărdjali au identificat una dintre următoarele drept limba lor maternă (cu procent din populația totală):
- 101,548 turcă (61.9%)
- 57,046 bulgară (34.8%)
- 1,171 romani (0.7%)
- 402 altă limbă (0.2%).[10]

### Religie
Componența confesională a regiunii Kărdjali
     Ortodocși (21,5%)
     Musulmani (69,6%)
     Protestanți (0,1%)
     Romano-catolici (0,1%)
     Altă religie (8,6%)
Conform recensământului din 2011, musulmanii sunt 82.227 (70,14% dintre cei care au răspuns) iar ortodocșii sunt 23.916 (20,4% dintre cei care au răspuns). Figura musulmanilor este formata din turci si in mare parte din bulgarii musulmani, desi ortodocșii sunt majoritatea dintre bulgarii din provincie.
La recensământul din 2001, 149.839 de persoane din populația de 164.019 din regiunea Kărdjali au identificat una dintre următoarele drept religia lor (cu procent din populația totală):
| Recensământ 2011       | Recensământ 2011 | Recensământ 2011 |
| afiliere religioasă    | populație        | %                |
| ---------------------- | ---------------- | ---------------- |
| Musulmani              | 114,217          | 69.6%            |
| Creștin ortodocși      | 35,265           | 21.5%            |
| Romano-catolici        | 197              | 0.1%             |
| Protestanți            | 89               | 0.1%             |
| Altă religie           | 71               | 0.0%             |
| Nu a menționat religia | 14,180           | 8.6%             |
| total                  | 164,019          | 100%             |

## Politică și administrație
Regiunea Kărdjali este administrată de un președinte de regiune (sau oblast/provincie) și un consiliu regional care este compus din 41 de consilieri. Președintele regiunii este Hassan Aziz Ismail de la DPS. Începând cu alegerile locale din 2019, consiliul regional are următoarea componență:
| Partid | Partid                                                        | Consilieri | Componența Consiliului | Componența Consiliului | Componența Consiliului | Componența Consiliului | Componența Consiliului | Componența Consiliului | Componența Consiliului | Componența Consiliului | Componența Consiliului | Componența Consiliului | Componența Consiliului | Componența Consiliului | Componența Consiliului | Componența Consiliului | Componența Consiliului | Componența Consiliului | Componența Consiliului | Componența Consiliului | Componența Consiliului | Componența Consiliului | Componența Consiliului | Componența Consiliului | Componența Consiliului |
| ------ | ------------------------------------------------------------- | ---------- | ---------------------- | ---------------------- | ---------------------- | ---------------------- | ---------------------- | ---------------------- | ---------------------- | ---------------------- | ---------------------- | ---------------------- | ---------------------- | ---------------------- | ---------------------- | ---------------------- | ---------------------- | ---------------------- | ---------------------- | ---------------------- | ---------------------- | ---------------------- | ---------------------- | ---------------------- | ---------------------- |
|        | DPS                                                           | 23         |                        |                        |                        |                        |                        |                        |                        |                        |                        |                        |                        |                        |                        |                        |                        |                        |                        |                        |                        |                        |                        |                        |                        |
|        | GERB                                                          | 11         |                        |                        |                        |                        |                        |                        |                        |                        |                        |                        |                        |                        |                        |                        |                        |                        |                        |                        |                        |                        |                        |                        |                        |
|        | BSP                                                           | 5          |                        |                        |                        |                        |                        |                        |                        |                        |                        |                        |                        |                        |                        |                        |                        |                        |                        |                        |                        |                        |                        |                        |                        |
|        | Democrații pentru Responsabilitate, Solidaritate și Toleranță | 1          |                        |                        |                        |                        |                        |                        |                        |                        |                        |                        |                        |                        |                        |                        |                        |                        |                        |                        |                        |                        |                        |                        |                        |
|        | DB                                                            | 1          |                        |                        |                        |                        |                        |                        |                        |                        |                        |                        |                        |                        |                        |                        |                        |                        |                        |                        |                        |                        |                        |                        |                        |